# Arabská hudba

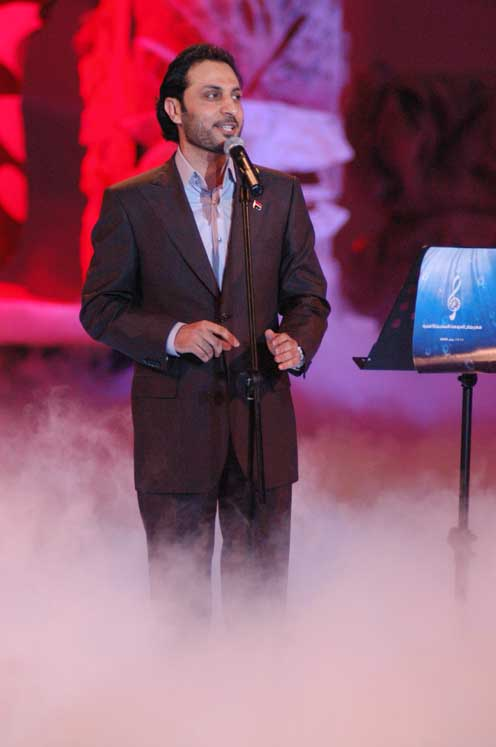
Majid Al Muhandis, irácký zpěvák

Arabská hudba označuje klasickou a populární formu hudby z arabského světa. K arabské hudbě patří světská, tak jako i náboženská hudba.

## Zvláštnosti arabské hudby
Arabská hudba je známá svou melodičností a rytmem, méně je však pro ni typická harmonie. Pro cizince je v arabské hudbě naprosto cizí systém tónů s jeho intervalovou strukturou. V celém arabském světě můžeme najít mnoho exotických a zajímavých hudebních nástrojů, které tuto melodičnost formují. Arabští hudebníci interpretují hudbu velmi teatrálně.

## Zregionalizovaná populární hudba
Vedle klasické arabské hudby můžeme najít i hudbu populární, která se v každé arabské zemi, nebo regionu různě rozvinula. Mezi nejznámější styly regionální populární hudby patří například alžírský Raï, marocký styl Gnawa, kuvajtský Sout a také egyptský Al-jil. Všechny tyto hudební styly jsou vytvořeny prolnutím částečně populární hudby ze západu a tradiční arabské hudby.

## Interpreti arabské hudby
- Elissa
- Haifa Wehbe
- Nancy Ajramová
- Cheb Khaled
- Amr Diab
- Cheb Mami
- Umm Kulthum
- Mohammed Abdou
- Mohammed Assaf
- Ragheb Alama
- Abd al-Halím Háfiz
- Tamer Hosny